# Baktalórántháza
Baktalórántháza (hongrois : Baktalórántháza [ˈbɒktɒloːraːnthaːzɒ]) est une localité hongroise située dans le comitat de Szabolcs-Szatmár-Bereg.

## Site et localisation

### Topographie et hydrographie
Baktalórántháza est située dans la partie centrale du Nyírség, à l'est de Nyíregyháza.

### Aires faunistiques et floristiques
À proximité de la commune se trouve l'aire protégée de la forêt de Baktalórántháza.

## Histoire
La région de Baktalórántháza est habitée depuis des temps très anciens, comme en témoignent les vestiges archéologiques découverts sur son territoire.
Le village actuel a vu le jour en 1932, à la suite de la fusion de deux localités : Nyírbakta, située au sud, et Lórántháza, au nord. C'est à cette occasion que la commune a reçu son nom actuel, Baktalórántháza.
Les premières mentions écrites de Nyírbakta remontent au XIIIe siècle. Un acte de donation daté de 1282, émis par le roi Étienne V, mentionne Nyírbakta dans le contexte d'une donation du domaine voisin de Kiskércs à Illés Bogdai, un comte local. Au début du XIVe siècle, en 1310, Nyírbakta faisait partie des biens d'István, fils de Mihály et petit-fils d'Ubul, membre du clan Balog-Semjén.
À la fin du XVIe siècle, le domaine passa aux mains de la puissante famille Báthory. En 1630, il fut acquis par les familles Barkóczy et Szentiványi, puis en 1638, par Anna Péchy, épouse de László Barkóczy, qui fit édifier un château sur place. Par son mariage, les possessions furent brièvement associées à la famille Péchy, tandis que d'autres parts du domaine furent acquises par István et Péter Bethlen.
À la fin du XVIIe siècle, une partie du domaine détenue par les Barkóczy passa à Sándor Károlyi par son mariage avec Krisztina Barkóczy. À la fin du XVIIIe siècle, le domaine fut transmis en dot à Gábor Haller, par la fille de Sándor Károlyi.
Par la suite, les terres passèrent aux mains de la famille Bárczay, puis, par le mariage d'Anna Bárczay, à Pál Bökönyi Bekk au début du XIXe siècle. La fille adoptive de ce dernier, Paulina, épousa le comte Imre Dégenfeld. Les Dégenfeld demeurèrent propriétaires du domaine jusqu'en 1945.
Quant à Lórántháza, elle apparaît pour la première fois dans les sources écrites au XVIe siècle. Au début du XVIIe siècle, le domaine appartenait à la famille Bethlen, avant de passer aux Rákóczi. Après la défaite de l'insurrection de Rákóczi, la propriété échut à la famille Károlyi, puis, au début du XIXe siècle, aux Dégenfeld, qui conservèrent également Lórántháza jusqu'à la fin de la Seconde Guerre mondiale.
Nyírbakta joua un rôle administratif important au XIXe siècle : elle fut le siège du district de Nyírbakta. À la suite de la fusion avec Lórántháza, la commune prit le nom de Baktalórántháza, tandis que le district conserva son ancienne dénomination jusqu'à la réforme administrative de 1950.
Sur le plan des infrastructures, une ligne de chemin de fer reliant Kisvárda à Baktalórántháza fut construite en 1912. Toutefois, cette ligne fut fermée au trafic ferroviaire le 31 décembre 1973.
Baktalórántháza accéda au rang de ville en 1993, marquant ainsi une nouvelle étape de son développement institutionnel et économique.

## Population

### Minorités culturelles et religieuses
Lors du recensement de 2001, 93 % des habitants de Baktalórántháza se déclaraient hongrois et 7 % d'origine rom (tsigane).
Au recensement de 2011, 92,2 % des habitants se déclaraient hongrois, 24 % roms et 0,6 % ukrainiens (7,7 % n'ayant pas souhaité répondre ; en raison des identités multiples, la somme des pourcentages peut dépasser 100 %). Sur le plan religieux, la répartition était la suivante : 33,5 % de réformés, 26,3 % de catholiques romains, 13,6 % de gréco-catholiques, 0,2 % de luthériens et 6,1 % de sans religion, tandis que 19,3 % n'avaient pas répondu.
En 2022, 92,3 % des habitants se déclaraient hongrois, 16,3 % roms, 0,3 % ukrainiens, 0,2 % roumains, et 0,1 % arméniens, ruthènes et serbes respectivement ; 1,5 % se déclaraient appartenir à d'autres nationalités étrangères (7,6 % n'ayant pas répondu ; les identités multiples pouvant entraîner un total supérieur à 100 %). D'un point de vue religieux, 32,8 % des habitants étaient réformés, 22,3 % catholiques romains, 13,8 % gréco-catholiques, 0,9 % affiliés à d'autres confessions chrétiennes, 0,3 % orthodoxes, 0,2 % luthériens, 4,2 % sans religion, tandis que 25,4 % n'avaient pas souhaité répondre.

## Équipements

### Réseaux extra-urbains

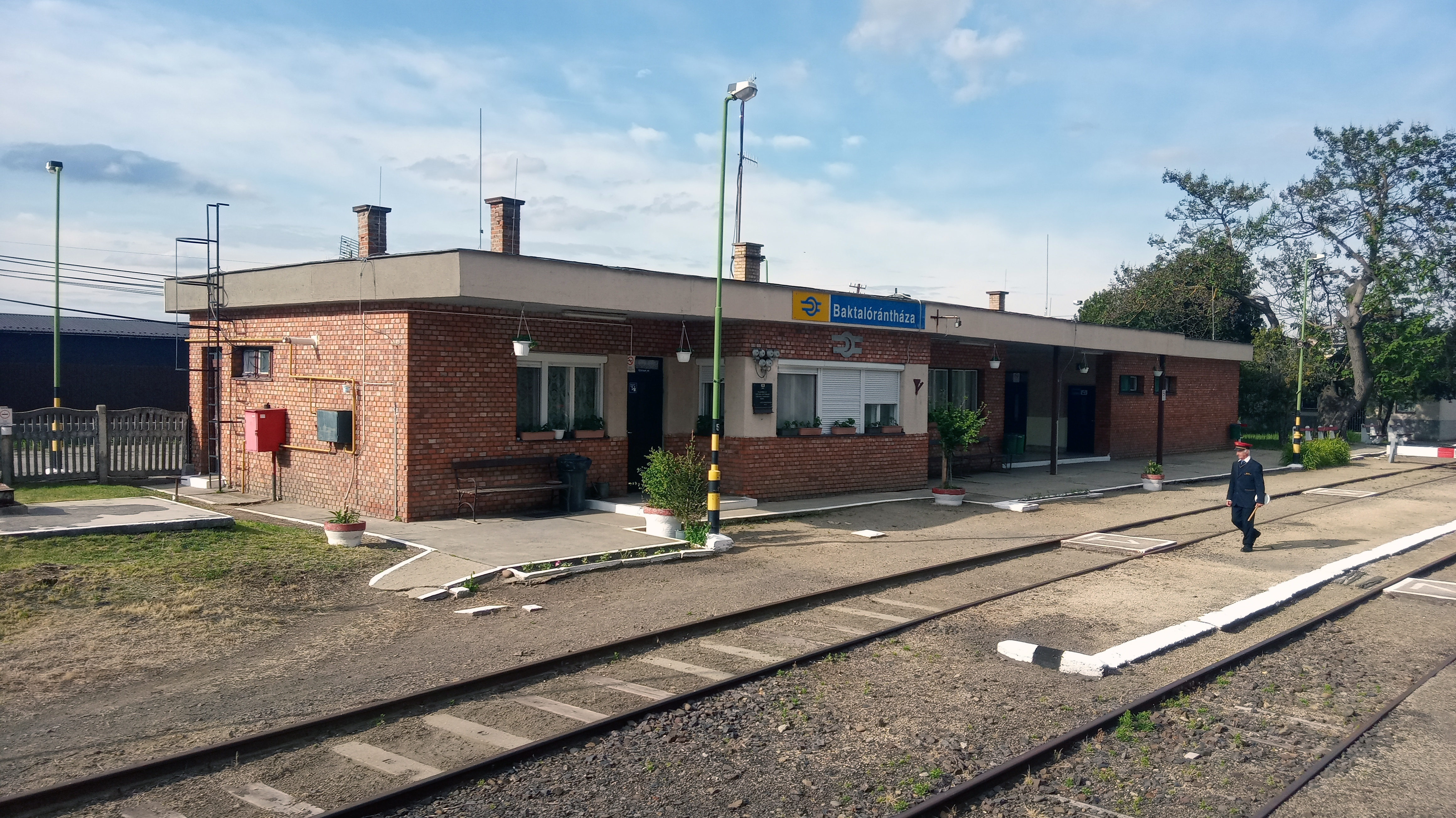
La gare de Baktalórántháza.

Le principal axe routier reliant Baktalórántháza est la route nationale 41, qui relie Nyíregyháza à l'Ukraine via Vásárosnamény. Elle traverse directement le centre de la ville et offre un accès rapide aux autres régions du pays.
La commune est également connectée aux localités environnantes par d'autres routes secondaires : la route 493 vers Nyírbátor, la route 4104 vers Székely, la route 4105 vers Nyírjákó et Anarcs. Le quartier séparé de Flóratanya, situé au sud-est, est desservi par la route secondaire 49153.
Sur le plan ferroviaire, Baktalórántháza est desservie par la ligne Nyíregyháza–Vásárosnamény. La ville dispose d'une gare, située à l'extrémité sud du centre urbain, près du passage à niveau de la route de Flóratanya. L'accès routier direct à la gare est assuré par la route secondaire 49325.

## Patrimoine local

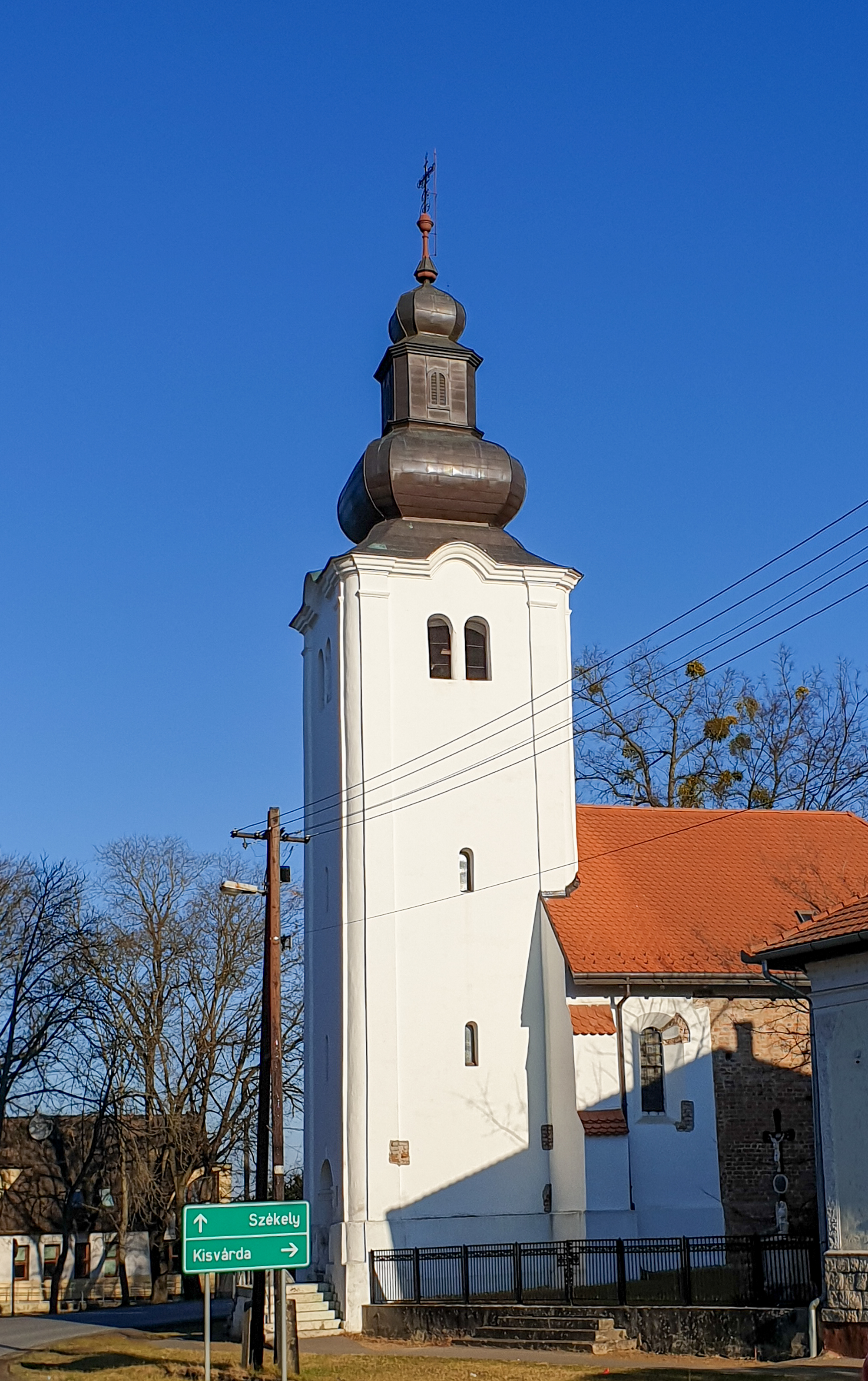
L'église catholique de Baktalórántháza.

L'église catholique romaine de Baktalórántháza a été construite dans la seconde moitié du XIIe siècle. Son clocher a été ajouté au XVIIIe siècle. L'église est réputée au niveau national pour ses peintures murales remarquables.
L'église réformée, de style baroque, a été édifiée vers 1730. Son clocher et son extension ouest ont été réalisés en 1844 dans un style néoclassique. À l'intérieur, on trouve une chaire et des bancs seigneuriaux réalisés dans les années 1840 dans un style classique, ainsi qu'un siège pastoral de style Empire datant du début du XIXe siècle.
L'église grecque-catholique a été construite en 1842 dans un style tardif copf (style rococo propre à la Hongrie).
Le château Dégenfeld est un monument historique. Son parc renferme de précieuses essences d'arbres rares, parmi lesquelles un ginkgo biloba, un chêne pédonculé, un chêne des marais américain, un tulipier de Virginie, un arbre de fer (Parrotia persica), un frêne élevé, un frêne élevé pleureur, ainsi qu'un aulne glutineux.

## Jumelages
| Ville | Ville   | Pays | Pays     |
| ----- | ------- | ---- | -------- |
|       | Ciumani |      | Roumanie |
|       | Ráckeve |      | Hongrie  |
|       | Łańcut  |      | Pologne  |